# 기쿠가와시
기쿠가와시(일본어: 菊川市)는 일본 시즈오카현 중서부에 있는 시이다. 기후는 대체로 온난하고 후카무시차의 마을로 알려진 차 산지이다. 차 산업 외에 다협이나 다적기, 자동차 관련 부품 등을 생산하는 기업이 입지한 공업도시이기도 하다.

## 지리
시즈오카현 서부(엔슈 동부)에 위치한다. 마키노하라 대지의 일부를 차지한다.

## 역사
중세에 이 일대는 장원이었다. 근세에는 막부 직할령, 다이묘령, 하타모토의 지행지가 점재하는 지역이었다. 메이지 유신 이후 1868년 5월 시즈오카번에 편입되었고 1871년 5월의 폐번치현으로 시즈오카현으로 바뀌었다. 1871년 12월 시즈오카현의 분할로 하마마쓰현에 편입되었고, 이후 1876년 8월 하마마쓰현이 시즈오카현에 다시 합병되었다. 메이지 유신으로 이 지역은 처음으로 하나의 지배 기구 아래 통일되었다고 할 수 있다.
메이지 유신 이후 무록이 된 사족이나 오이카와의 가와고에 인족들이 마키노하라 대지 개척을 위해 정착을 시작한다. 마키노하라에 이주해 온 사족으로는 도쿠가와 요시키를 호위해 온 정예대의 나카조 가게아키, 오쿠사 타카시게, 마츠오카만과 이후 초대 시즈오카현지사가 되는 세키구치 다카요시 등의 이름이 보인다. 이밖에도 창의대 잔당인 오야우치 류고로와 사가라번의 근번조 등이 있다. 원래 막부 직할령이었고 미개척된 벌판이었기 때문에 이주 자체는 문제 없이 진행되었다. 이 이주는 마쓰오카만과 세키구치 다카키치가 구상하고 주조가 야마오카 철주나 시즈오카번의 중로인 오쿠보 가즈오, 대참사 히라오카 미치히로, 번정보좌 가쓰미슈 등과 상의하여 결정한 것으로 보인다. 사족은 개간방으로 봉록을 지급받았기 때문에 개척이 크게 쉬워진 듯하다. 이것이 현재에 이은 마키노하라 대다원이 되었다. 정착은 1869년부터 시작되어 완전한 벌판이었던 마키노하라 대지는 1878년의 오사코 시즈오카현령의 상신서에 의하면 200ha가 차밭으로 변해 있었던 것으로 보인다. 이 개간 사업은 전혀 순조롭게 진행되지 않았으며 사족과 농민의 입회지를 둘러싼 다툼과 사족의 이농 등 여러 가지 문제를 일으켰다. 사카모토 료마를 암살했다고도 하는 이마이 노부로도 나중에 마키노하라로 이주해 왔다.
1873년 전년에 발포된 학제 아래 이 지역에 학교가 설립되었다. 1874년에는 이 지역에 처음으로 우체국이 설치되어 동촌의 오네자카 세이타로가 국장으로 취임했다. 이 나라노 우체국은 1890년 호리노우치역의 개업에 맞추어 호리노우치 우체국이 개국할 때까지 중요한 국소가 되었다. 1872년 포고된 징병조에 따라 같은 해 우부치촌에서 고토 마타요시가 징병되어 1877년 세이난 전쟁에서 전사하였다. 원래 이 지역은 도카이도의 가도변에서 벗어나 있어 가이미나토나 슈쿠바초도 없어 도시화는 크게 늦었지만, 1889년에 도카이도 본선(시즈오카역-하마마쓰역 구간)이 개업한 이후 기쿠가와역(개업 당시에는 호리노우치역)을 중심으로 시가지가 형성되어 발달해 갔다. 호리노우치역이 개업한 후 역과 통하는 지역 도로망이 필요하게 되어 이케신다 방면으로의 도로가 급속히 정비되었다. 이 대공사에는 주변 마을 예산의 20~30%가 사용되었는데, 이로 인해 호리노우치를 기점으로 한 이 지역이 급속히 발전해 갔다. 우선 역 개업에 맞추어 상사, 물류, 금융, 부동산, 주점, 담배가게, 쪽방물상, 당물상, 여관, 신문가게 등 차례차례 상점이 들어서 연극이나 기석이 흥업하는 활기를 보였다고 한다.
이렇게 기쿠가와시의 발전에는 도카이도 본선 개통이 크게 기여한 것은 틀림없으나, 도카이도를 벗어난 기쿠가와에 철도 노선이 부설된 이유로는 여러 가지 설이 있다. 그 도카이도선 부설에 진력한 초대 시즈오카현지사 세키구치 다카키치는 기쿠가와의 쓰키오카에 거처한 적도 있지만 도카이도선이 개업한 1889년에 도카이도선에서의 열차 사고로 사망했다.
1912년에 오가사와 고등학교의 전신인 군립 시즈오카현 오가사와 농학교가 창립되었다. 농사를 잘 짓는 지역임에도 불구하고 이와타나 모리, 후지에다까지 가지 않고는 농학교가 없었기 때문에 지원자가 몰려 1920년대 초에는 입학시험 합격률이 40%를 밑돌았던 시기도 있었던 것으로 보인다. 그만큼 이 지역에서는 농업이 성행하였다. 또한 농업·생활 진흥을 위해 기쿠가와의 하천 개수는 이 지역 사람들의 숙원이었다. 그러나 하천 개수를 추진하려던 세키구치 지사의 급작스러운 사고사와 마을 간 의견 대립으로 계획은 진전되지 않고 간토 대지진 부흥을 위해 뒤로 밀리기도 했지만, 지역 명사들의 운동과 기쿠가와 출신 마쓰우라 고헤이 중의원 의원의 지원도 있어 1935년에야 국책 사업으로 본격적으로 하천 개수 계획이 진행되었다. 메이지 시대부터 쇼와 시대 초기에 걸쳐 기쿠가와의 수방 활동 등으로 시모히라강의 미야기 사헤이, 시모우치다의 스기야마 히라시게, 미네다의 스즈키 기라쿠 등 3명이 사망했다.
1894년 청일 전쟁 때는 이 지역에서 일본 병사들이 출정했다. 옛 기쿠가와정에서만 83명이 출정하고 4명이 전사했다. 1904년 러일 전쟁 때는 구 기쿠가와정에서 334명이 출정, 전사자는 30명이었다. 제2차 세계 대전에서는 기쿠가와시 출신 군인 중 약 1000명 정도가 각지에서 전사했다. 제2차 세계 대전 말기에는 마키노하라 대지에 오이 해군 항공대 비행장이 있었던 적도 있으며, 후루야와 단야에서는 미군의 폭격으로 사망자가 발생했다.
전후에는 대규모 공업단지와 택지 조성을 조합하여 1969년 도메이 고속도로 개통 때는 기쿠가와 IC 유치에도 성공하는 등 농업과 공업이 병존하는 도시로 계속 발전해 왔으며, 헤이세이 대합병으로 2005년 1월에 오가사와정이 합병해 기쿠가와시가 탄생하였다.
2009년 6월에는 시즈오카 공항이 마키노하라 대지에 완공되었고, 2011년 1월에는 오마에자키항에서 마키노하라~구라사와까지 빠지는 우회도로가 개통했다.
기쿠가와시가 위치한 시즈오카현 서부는 자동차 산업을 비롯한 공업이 번성한 지역이기도 하며 공업 발전과 함께 외국인 노동자를 많이 받아 왔다. 과거 합병 전 오가사와정 시대에는 마을 주민 7명 중 1명이 외국인이었고, 기쿠가와시 탄생 후에도 11명 중 1명이 외국인이라는 높은 외국인 비율이었다. 그러나 최근 불경기로 인해 외국인의 유출이 두드러지고 있다. 앞으로 전기자동차의 확대로 시내 많은 중소기업이 더욱 영향을 받을 것으로 전망돼 산업 개혁이 요구되고 있다.
시 중심부에서는 합병 전후로 시내의 가모에서 나라노까지를 종단하는 현도 우회도로가 개통하여 대형 상업시설 등이 건설되기 시작했다. 또한 2013년에는 나라노~시모히라카와 구간도 개통했다. 2017년에도 바이패스 연장 공사가 계속되었다. 최종적으로는 시내 다카하시 부근에서 현 도로에 접속할 계획으로 되어 있어 오가사 지구 생활 도로의 교통 안전 및 물류가 활발해질 것으로 기대되고 있다.
이렇게 바이패스 공사와 기업 유치에 나서는 한편 역전 재개발 사업에도 거액을 들였지만 상기한 교외형 대규모 상점의 진출 등으로 역전 상가 등 구시가지 상가는 쇠퇴의 길을 걷고 있다. 역전 재개발에는 도로 확장 후 이전에 따라 상가가 문을 닫아 주택지가 되어 버린 곳도 있다. 기쿠가와역 동쪽으로 JR 도카이도선을 통과하는 도로가 건설되었는데, JR에 대한 수십억 엔의 보상금이 필요한 터널 건설 공사가 정말 필요했는지 논의가 필요하다.
기쿠가와시에는 이렇다 할 큰 관광지가 없고 심지어 국도 1호선도 지나지 않아 최근에는 해마다 관광객 수가 감소 추세에 있다. 일회성 관광 이벤트보다 정착 인구를 늘리기 위한 대책이 요구되고 있다. 그렇지만 최근에는 기쿠가와시 북부의 구라사와 지구에서 「센가마치」라고 불리는 계단식 논을 부흥시키려는 움직임이 있어 주목을 받고 있다. 이 계단식 논은 「시즈오카현 계단식 논 등 10선」에 선정되어 있으며, 그 중에서 논 매수는 시즈오카현 제일을 자랑하고 있다.
덧붙여 기쿠가와시의 실질 공채비 비율은 2021년도 결산에서 마키노하라시에 버금가는 시즈오카현 하위 2위의 19.3%로, 행정 및 재정 개혁이 추진되고 있다. 시의 부채 총액은 최근 조금씩 줄어들고는 있지만 현재 200억 엔 정도이다. 재정 규모는 180억 엔 정도이고 자체 재원 비율은 60% 남짓으로 재정 기반이 결코 강하다고 할 수 없다.

## 교통

### 철도
- 도카이 여객철도 도카이도 본선

### 도로
- 도메이 고속도로
- 국도 제473호선

## 인구
| 연도 | 인구   | ±%     |
| ---- | ------ | ------ |
| 1940 | 29,899 | —      |
| 1950 | 37,537 | +25.5% |
| 1960 | 36,941 | −1.6%  |
| 1970 | 35,365 | −4.3%  |
| 1980 | 38,081 | +7.7%  |
| 1990 | 43,762 | +14.9% |
| 2000 | 47,036 | +7.5%  |
| 2010 | 47,035 | −0.0%  |

|                                                | |
| 기쿠가와시의 전국의 연령별 인구 분포（2005년） | 기쿠가와시의 연령·남녀별 인구 분포（2005년）                                                                              |
| ■자주색 ― 기쿠가와시 ■녹색 ― 일본전국          | ■파랑색 ― 남자 ■빨간색 ― 여자                                                                                             |
| · 기쿠가와시（에 해당되는 지역）의 인구추이    | |
| 일본 총무성 통계국 국세조사 결과               | |
|                                                | 이 그래프는 더 이상 지원되지 않는 레거시 그래프 확장 기능을 사용하고 있습니다. 새로운 차트 확장 기능으로 변환해야 합니다. |

## 기후
| 기쿠가와시의 기후                                            | 기쿠가와시의 기후 | 기쿠가와시의 기후 | 기쿠가와시의 기후 | 기쿠가와시의 기후 | 기쿠가와시의 기후 | 기쿠가와시의 기후 | 기쿠가와시의 기후 | 기쿠가와시의 기후 | 기쿠가와시의 기후 | 기쿠가와시의 기후 | 기쿠가와시의 기후 | 기쿠가와시의 기후 | 기쿠가와시의 기후 |
| 월                                                           | 1월               | 2월               | 3월               | 4월               | 5월               | 6월               | 7월               | 8월               | 9월               | 10월              | 11월              | 12월              | 연간              |
| ------------------------------------------------------------ | ----------------- | ----------------- | ----------------- | ----------------- | ----------------- | ----------------- | ----------------- | ----------------- | ----------------- | ----------------- | ----------------- | ----------------- | ----------------- |
| 역대 최고 기온 °C (°F)                                       | 17.4 (63.3)       | 21.4 (70.5)       | 24.4 (75.9)       | 28.3 (82.9)       | 30.8 (87.4)       | 34.8 (94.6)       | 36.9 (98.4)       | 37.4 (99.3)       | 35.1 (95.2)       | 31.2 (88.2)       | 24.6 (76.3)       | 21.5 (70.7)       | 37.4 (99.3)       |
| 일평균 최고 기온 °C (°F)                                     | 9.8 (49.6)        | 10.9 (51.6)       | 14.0 (57.2)       | 18.7 (65.7)       | 22.6 (72.7)       | 25.2 (77.4)       | 28.9 (84.0)       | 30.1 (86.2)       | 26.8 (80.2)       | 22.0 (71.6)       | 17.2 (63.0)       | 12.0 (53.6)       | 19.8 (67.7)       |
| 일일 평균 기온 °C (°F)                                       | 4.7 (40.5)        | 5.5 (41.9)        | 8.7 (47.7)        | 13.5 (56.3)       | 17.7 (63.9)       | 20.9 (69.6)       | 24.6 (76.3)       | 25.7 (78.3)       | 22.7 (72.9)       | 17.8 (64.0)       | 12.5 (54.5)       | 7.1 (44.8)        | 15.1 (59.2)       |
| 일평균 최저 기온 °C (°F)                                     | 0.5 (32.9)        | 0.9 (33.6)        | 4.1 (39.4)        | 8.9 (48.0)        | 13.6 (56.5)       | 17.7 (63.9)       | 21.7 (71.1)       | 22.7 (72.9)       | 19.7 (67.5)       | 14.5 (58.1)       | 8.6 (47.5)        | 2.9 (37.2)        | 11.3 (52.4)       |
| 역대 최저 기온 °C (°F)                                       | −5.9 (21.4)       | −7.5 (18.5)       | −4.7 (23.5)       | −1.4 (29.5)       | 4.8 (40.6)        | 10.6 (51.1)       | 15.0 (59.0)       | 17.7 (63.9)       | 11.6 (52.9)       | 4.4 (39.9)        | −0.7 (30.7)       | −5.4 (22.3)       | −7.5 (18.5)       |
| 평균 강수량 mm (인치)                                        | 71.3 (2.81)       | 96.3 (3.79)       | 176.5 (6.95)      | 210.1 (8.27)      | 207.1 (8.15)      | 270.4 (10.65)     | 266.5 (10.49)     | 181.0 (7.13)      | 272.8 (10.74)     | 241.1 (9.49)      | 126.4 (4.98)      | 73.2 (2.88)       | 2,192.5 (86.32)   |
| 평균 강수일수 (≥ 1.0 mm)                                     | 5.8               | 6.5               | 10.2              | 10.3              | 10.6              | 13.0              | 12.1              | 9.5               | 12.2              | 10.4              | 7.5               | 6.1               | 114.2             |
| 평균 월간 일조시간                                           | 209.3             | 188.5             | 194.5             | 198.0             | 195.5             | 136.6             | 167.3             | 216.6             | 158.8             | 162.7             | 175.4             | 201.8             | 2,209.6           |
| 출처: 일본 기상청 (평년값: 1991년~2020년, 극값: 1978년~현재) |                   |                   |                   |                   |                   |                   |                   |                   |                   |                   |                   |                   |                   |